# Myiornis
Genre
Myiornis est un genre d'oiseaux de la famille des Tyrannidae.

## Liste des espèces
Selon la classification de référence du Congrès ornithologique international (version 9.1, 2019) :
- Myiornis auricularis (Vieillot, 1818) – Microtyran oreillard
  - Myiornis auricularis cinereicollis (zu Wied-Neuwied, 1831)
  - Myiornis auricularis auricularis (Vieillot, 1818)
- Myiornis albiventris (von Berlepsch & Stolzmann, 1894) – Microtyran à ventre blanc
- Myiornis atricapillus (Lawrence, 1875) – Microtyran à calotte noire
- Myiornis ecaudatus (d'Orbigny & Lafresnaye, 1837) – Microtyran à queue courte
  - Myiornis ecaudatus miserabilis (Chubb, C, 1919)
  - Myiornis ecaudatus ecaudatus (d'Orbigny & Lafresnaye, 1837)